# Sheila E.
Sheila Escovedo (Oakland, California, 12 de diciembre de 1957) es una cantante, baterista y percusionista estadounidense, que ha trabajado con artistas como Prince, Billy Cobham, Lionel Richie, George Duque, Ringo Starr, A.B. Quintanilla, Gloria Estefan, Jennifer Lopez, Beyoncé, Hans Zimmer, Carlos Santana , Kanye West y Tony Succar.

## Primeros años y carrera
Nacida en Oakland, California, el 12 de diciembre de 1957, Sheila Escovedo es hija de la afro-estadounidense Juanita Gardere y del percusionista Pete Escovedo, con el cual frecuentemente actúa. Escobedo tiene herencia mexicana como familiares directos: Alejandro Escovedo (tío paterno), Tito Puente (padrino),Javier Escovedo (tío paterno), fundador de la banda de punk The Zeros; Mario Escobedo (tío paterno), líder por mucho tiempo de la banda indie The Dragons; y Coke Escovedo (tío paterno), que participó en Santana y formó la banda Azteca. Además, es la tía biológica de Nicole Richie, que es hija de Peter Michael Escovedo, el hermano músico de la artista.
Sheila hizo su debut discográfico con el bajista de jazz de Alphonso Johnson en "Yesterday's Dream", de 1976. Cuando todavía no había cumplido treinta años de edad ya había tocado con George Duke, Lionel Richie, Marvin Gaye, Herbie Hancock y Diana Ross. Además de dedicarse a la percusión, toca la guitarra y canta.
Prince vio por primera vez a Sheila en un concierto en 1978, cuando actuaba con su padre. Después del espectáculo se conocieron y le dijo que él y su bajista "justo estaban peleando para decidir cuál de nosotros sería tu primer marido". Ambos finalmente unirían fuerzas durante las grabaciones de Purple Rain. En ese álbum canta en las canciones del lado-B "Lets Go Crazy" y "Erotic City", del año 1984. Aunque tomada bajo la protección de Prince, Sheila demostró ser una artista exitosa por derecho propio. En 1984 consiguió gran éxito con el tema "The Glamorous Life" (#7 en el Billboard Hot 100), que también encabezó las listas por dos semanas en agosto de 1984. El video para esta canción le trajo tres nominaciones en los Premios MTV: Mejor vídeo femenino, Mejor artista nuevo y Mejor coreografía. También recibió dos nominaciones a los Premios Grammy por Mejor interpretación vocal Pop femenino. Su segundo lanzamiento, "The Belle of St. Mark" (#34), fue seleccionado por NME como sencillo de la semana. El acto de apertura en Purple Rain Tour coincidió con el inicio de una breve relación romántica entre ella y Prince, mientras Prince todavía se relacionaba con Susannah Melvoin, hermana gemela de la miembro de banda The Revolution Wendy Melvoin.
En 1985 edita Romance 1600, y consigue otro hit con la pista "A Love Bizarre". También estuvo nominada para un Premio American Music y dos Grammys como Mejor Artista Nuevo y Mejor Rendimiento Vocal Femenino de Pop por la canción "The Glamorous Life". Sheila grabó tres álbumes durante los '80, The Glamorous Life, Romance 1600 y Sheila. Apareció también en cuatro películas, Krush Groove, con Run-D.M.C., LL Cool J y Blair Underwood en 1985; la película del concierto de Prince Sing "O" the Times, en 1987; The Adventures of Ford Fairlane, de 1990, y Chasing Papi, en 2003.
Durante los períodos de Sing "O" The Times, Black Album y Lovesexy de Prince (incluyendo el tour mundial de Lovesexy), Sheila fue baterista y directora musical de la banda de respaldo llamada New Power Generation, aunque no se mantuvo en ella por mucho tiempo. También participó como escritora y música en muchos de los álbumes de Prince.

### Después de Prince
Después de dejar la banda de Prince en 1989, Sheila grabó unos cuantos álbumes más. Entre ellos se encuentra Sex Cymbal, en el que presentó el hit con el mismo nombre, y las canciones "Droppin' Like Flies" y "Heaven". Aun así, los álbumes generaron poca atención. Esto fue especialmente marcado en el caso de Sex Cymbal, ya que, por ese entonces, su salud comenzaba a agravarse debido a un problema en sus pulmones, impidiéndole realizar una apropiada promoción.
En 1996 actuó en la banda de la cantante de pop japonesa Namie Amuro. El espectáculo en el estadio Marine de Chiba estuvo más tarde disponible en DVD. En 1998 se hizo cargo de la percusión en el cover de Phil Collins "True Colors", en 1999 apareció en la canción "ReggaeKumbia" de A.B. Quintanilla y Los Kumbia Kings y en 2002 en la canción "Work It Out" de Beyoncé. 
Sheila participó en tres temporadas como miembro del "All-Stars" de Ringo Starr & His All-Starr Band, en 2001, 2003 y 2006. Sus dúos de batería con Ringo Starr eran un momento cómico destacado en el espectáculo, donde ejecutaban las mismas partes pero él pronto quedaba atrás, se encogía de hombros y sonreía mientras ella realizaba un solo de percusión extendido. Sheila E. dijo: "Ringo verdaderamente es uno de los más grandes bateristas del rock en la historia de música. ¡Realmente disfruta el chiste!".
También fue la líder de la banda en el programa de televisión The Magic Hour, conducido por Earvin "Magic" Johnson Jr. a fines de los años noventa.
En 2004 visitó Nueva Zelanda como baterista y percusionista de Abe Laboriel Band. En el mismo año participó en la canción de Tonex "Todos Juntos", del álbum Out the Box, y también fue percusionista de Cyndi Lauper en el álbum de covers At Last. Realizó la percusión en la canción "Stay". Sheila se unió a Lauper en una versión en vivo de aquella canción en Divas, de VH1.
También actuó con Prince en los conciertos One Nite Alone... Live! y Live at the Aladdin Las Vegas en 2003, en los 36° Premios NAACP Image en 2005, y en el programa Good Morning, de Nueva Zelanda, en junio de 2006. 
En febrero de 2006 actuó con Prince (junto a Wendy Melvoin y Lisa Coleman) una vez más en los Premios Brit. También actuó en el Sonoma Jazz Festival en 2006 como parte de la banda de Herbie Hancock, junto con Larry Carlton, Terrence Blanchard, Marcus Miller y Terri Lyne Carrington.
En marzo de 2007 realizó una gira pequeña a través de Europa con su proyecto de banda llamada C.O.E.D., integrada por Sheila E., Kat Dyson, Rhonda Smith y Cassandra O'Neal. En algunos conciertos se integró a ellas Candy Dulfer, quien estuvo anunciada como invitada especial. También en 2007 actuó en los Premios Grammy Latinos con Juan Luis Guerra. También participó en los Premios ALMA (Premios de Música Latinoamericanos) en junio de 2007 con Prince, y el 7 de julio en Minneapolis nuevamente con Prince. Actuó en solitario en tres de sus conciertos: primero, en el lanzamiento del perfume de Prince en Macy, seguido por el concierto en el Objective Center, y finalmente, en un aftershow en First Avenue. En octubre de 2007, Sheila E. fue jurado en el programa The Next Great American Band junto al juez de Australian Idol y director de marketing Ian "Dicko" Dickson y el cantante del grupo Goo Goo Dolls John Rzeznik, en la cadena Fox.
Sheila E. una vez más hizo equipo con Prince en marzo de 2008 en Harvelle, en Redondo Beach. Además, el 9 de abril de 2008, Sheila E. aparece en el programa ganador del Emmy Idol Gives Back. Luego participó en la apertura del espectáculo "Get on Your Feet" con Gloria Estefan. En el programa de baile So You Think You Can Dance los finalistas se les unieron en una etapa posterior. En el 26 de abril de 2008, Sheila E., junto con Morris Day y Jerome Benton, actuó con Prince en el Festival de Música y Artes de Coachella Valley. Entre el 2 y 6 de mayo de 2008, Sheila E. actuó en Tokio en Blue Note, el muy frecuentado club de música jazz japonés.
Posteriormente, el 14 de junio de 2008, Sheila E. actuó en el festival Rhythm on the Vine en South Coast Winery, en Temecula, California, en un evento para apoyar al Hospital Shriners para Niños. Luego participó de un evento con la E Family Band, integrada por Pete Escovedo, Juan Escobedo y Peter Michael Escovedo. Otros intérpretes en ese evento eran el músico de jazz Herbie Hancock, el artista de música contemporánea Jim Brickman y Kirk Whalum.
En febrero de 2009 la nombraron como miembro de honor de la Tau Beta Sigma Sorority National Honorary Band por la hermandad Eta Capítulo de Delta, de la Universidad de Howard, en reconocimiento de sus esfuerzos humanitarios a través de la música.
El 30 de mayo de 2009, Sheila E. y la E Family Band actuaron en Rhythm on the Vine en el Gainey Vineyard, en Santa Ynez, California, para un concierto de nombre Hot Latin Beats. También actuó en un concierto de Poncho Sánchez. El 13 de diciembre de 2009, Sheila E. actuó en un evento navideño producido por Deryck Walcott en el Plantation Restaurant en Barbados.
Sheila E. ha colaborado muchas veces con otros artistas, notablemente con Gloria Estefan, para quien toca los timbales. Colaboró con Estefan en su primer álbum de estudio en lengua española, Mi Tierra, en 1993, y en 2007 con el hit de Estefan "No Llores", en el que también participaron Carlos Santana y José Feliciano. También es miembro de la banda C.O.E.D., que visitó el extranjero en 2008 y lanzó un CD de distribución limitada y a través de su sitio web.
En 2009, Sheila E. participó y ganó el reality show Gone Country, de CMT. Esto le dio una oportunidad de hacer música country asistida por el productor, escritor y cantante John Rico. Su primera canción en el mercado del country fue "Glorious Train". Un vídeo para la canción debutó en CMT el 7 de marzo de 2009, luego de la transmisión del episodio de Gone Country donde se la pronunció ganadora.
Sheila E. ha actuado en dos espectáculos en Yoshi's (San Francisco), el 15 de agosto de 2010. En su puesto de mercancía se vendió el EP From E 2 U, que incluye la canción "Leader of the Band", escrita por Prince (no acreditado, pero confirmado por Sheila E.) y que presenta a Prince al piano según la introducción de la canción, donde es llamado por su nombre. Luego lo acompañó en dos giras: 20Ten Tour y Welcome 2 America. En 2010, Sheila E unió fuerzas con Avon como juez de celebridades para la empresa Avon Voices, en busca de talentos femeninos. El 25 de mayo de 2011, Sheila actuó junto a Marc Anthony en el episodio final de la décima temporada de American Idol. El 7 de junio de 2011 actuó en Late Show with David Letterman.
El 26 de febrero de 2012, Sheila actuó en los Premios Óscar junto a Pharrell Williams y Hans Zimmer en los segmentos de entrada y salida de los comerciales. El 17 de abril de 2012, Sheila fue presentada en el evento "Macy's Stars of Dance" en Bailando con las estrellas. Posteriormente durante junio de ese año, encabezó el evento Playboy Festival Jazz en el Hollywood Bowl en Los Ángeles, California. Sheila realizó también, junto a Sy Herrero, una gira por Europa y Estados Unidos. Sheila unió talentos con Dave Koz en su espectáculo navideño de 2012.
En 2016, Sheila proporcionó la batería para la banda sonora de la película Batman v Superman: Dawn of Justice, compuesta por Hans Zimmer y Junkie XL.

## Discografía

### Álbumes de estudio
| Año                               | Detalles de álbum                                                                                | Máxima posición en listas | Máxima posición en listas |
| Año                               | Detalles de álbum                                                                                | EE.UU.                    | EE. UU. R&B               |
| --------------------------------- | ------------------------------------------------------------------------------------------------ | ------------------------- | ------------------------- |
| 1984                              | The Glamorous Life - Fecha de publicación: junio de 1984 - Discográfica: Warner Bros. Records    | 28                        | 7                         |
| 1985                              | Romance 1600 - Fecha de publicación: 1985 - Discográfica: Warner Bros. Records                   | 50                        | 12                        |
| 1987                              | Sheila E. - Fecha de publicación: 1987 - Discográfica: Warner Bros. Records                      | 56                        | 24                        |
| 1991                              | Sex Cymbal - Fecha de publicación: 1991 - Discogŕafica: Warner Bros. Records                     | 146                       | 56                        |
| 2000                              | Writes of Passage - Fecha de publicación: 10 de octubre de 2000 - Discográfica: Concorde Records | —                         | —                         |
| 2001                              | Heaven - Fecha de publicación: 28 de agosto de 2001 - Discográfica: Concorde Records             | —                         | —                         |
| 2013                              | Sheila E. Icon - Fecha de publicación: 11 de noviembre de 2013 - Discográfica: Moosicus Records  | —                         | —                         |
| "—" Denota que no entró en listas |                                                                                                  |                           |                           |

### Sencillos
| Año  | Título                                           | Máxima posición en listas | Máxima posición en listas | Máxima posición en listas | Máxima posición en listas | Máxima posición en listas | Máxima posición en listas | Máxima posición en listas | Máxima posición en listas | Máxima posición en listas | Máxima posición en listas | Álbum                       |
| Año  | Título                                           | EE.UU.                    | Hot R&B/Hip-Hop Songs     | Hot Dance Club Songs      | EN                        | AU                        | IR                        | NL                        | NZ                        | SW                        | Reino Unido               | Álbum                       |
| ---- | ------------------------------------------------ | ------------------------- | ------------------------- | ------------------------- | ------------------------- | ------------------------- | ------------------------- | ------------------------- | ------------------------- | ------------------------- | ------------------------- | --------------------------- |
| 1984 | "The Glamorous Life"                             | 7                         | 9                         | 1                         | —                         | 11                        | —                         | 3                         | —                         | —                         | —                         | The Glamorous Life          |
| 1984 | "The Belle of St. Mark"                          | 34                        | 68                        | —                         | —                         | 16                        | 15                        | 8                         | 5                         | —                         | 18                        | The Glamorous Life          |
| 1984 | "Oliver's House"                                 | —                         | —                         | —                         | —                         | —                         | —                         | —                         | —                         | —                         | —                         | The Glamorous Life          |
| 1985 | "Sister Fate"                                    | 108                       | 36                        | —                         | —                         | 81                        | —                         | —                         | —                         | —                         | —                         | Romance 1600                |
| 1985 | "A Love Bizarre" (con Prince)                    | 11                        | 2                         | 1                         | 14                        | —                         | —                         | 9                         | —                         | 16                        | —                         | Romance 1600                |
| 1986 | "Holly Rock"                                     | —                         | —                         | —                         | —                         | —                         | —                         | 8                         | —                         | —                         | —                         | Krush Groove (banda sonora) |
| 1986 | "Love In A Blue Train" (Japón)                   | —                         | —                         | —                         | —                         | —                         | —                         | —                         | —                         | —                         | —                         | Sheila E.                   |
| 1987 | "Hold Me"                                        | 68                        | 3                         | —                         | —                         | —                         | —                         | 54                        | —                         | —                         | —                         | Sheila E.                   |
| 1987 | "Koo Koo"                                        | —                         | 35                        | —                         | —                         | —                         | —                         | —                         | —                         | —                         | —                         | Sheila E.                   |
| 1991 | "Sex Cymbal"                                     | —                         | 32                        | —                         | —                         | 88                        | —                         | —                         | —                         | —                         | —                         | Sex Cymbal                  |
| 1991 | "Droppin' Like Flies"                            | —                         | 77                        | 23                        | —                         | —                         | —                         | —                         | —                         | —                         | —                         | Sex Cymbal                  |
| 1992 | "Cry Baby"                                       | —                         | —                         | —                         | —                         | —                         | —                         | —                         | —                         | —                         | —                         | Sex Cymbal                  |
| 2009 | "Glorious Train"                                 | —                         | —                         | —                         | —                         | —                         | —                         | —                         | —                         | —                         | —                         | Canción fuera de álbum      |
| 2013 | "Mona Lisa" (junto a Lucia Parker y Gisa Vatcky) | —                         | —                         | —                         | —                         | —                         | —                         | —                         | —                         | —                         | —                         | Icon                        |
| 2014 | "Fiesta" (junto a B. Slade)                      | —                         | —                         | —                         | —                         | —                         | —                         | —                         | —                         | —                         | —                         | Icon                        |
| 2014 | "Lovely Day"                                     | —                         | —                         | —                         | —                         | —                         | —                         | —                         | —                         | —                         | —                         | Icon                        |
| 2014 | "Who I Am Now"                                   | —                         | —                         | —                         | —                         | —                         | —                         | —                         | —                         | —                         | —                         | Icon                        |